# Odontobatrachus arndti
Odontobatrachus arndti é uma espécie de anfíbio anuro da família Odontobatrachidae. Está presente na Costa do Marfim. A UICN classificou-a como pouco preocupante.